# CECAFA Cup 1973
De CECAFA Cup 1973 was de 1e editie van de CECAFA Cup georganiseerd door de CECAFA (Confederation of East and Central Africa Football Association). Het toernooi is de opvolger van de Gossage Cup (1926–1966) en Challenge Cup (1967–1971). Het toernooi werd van 22 tot en met 29 september 1973 gehouden in Oeganda. Het thuisland won het toernooi door in de finale Tanzania (2–1), te verslaan.

## Groepsfase

### Groep A
| Team            | Gsp | W | G | V | DV | DT | DS  | Pnt |
| --------------- | --- | - | - | - | -- | -- | --- | --- |
| Oeganda         | 2   | 1 | 1 | 0 | 7  | 2  | +5  | 3   |
| Zambia (B-team) | 2   | 1 | 1 | 0 | 7  | 2  | +5  | 3   |
| Somalië         | 2   | 0 | 0 | 2 | 2  | 12 | –10 | 0   |

|                                      |         |       |         |  |
| 22 september 1973 «onderlinge duels» | Oeganda | 6 – 1 | Somalië |  |
| 22 september 1973 «onderlinge duels» |         |       |         |  |

|                                      |                 |       |         |  |
| 24 september 1973 «onderlinge duels» | (B-team) Zambia | 6 – 1 | Somalië |  |
| 24 september 1973 «onderlinge duels» |                 |       |         |  |

|                                      |         |       |                 |  |
| 26 september 1973 «onderlinge duels» | Oeganda | 1 – 1 | Zambia (B-team) |  |
| 26 september 1973 «onderlinge duels» |         |       |                 |  |

Play-off
|                                      |         |       |                 |  |
| 28 september 1973 «onderlinge duels» | Oeganda | 2 – 1 | Zambia (B-team) |  |
| 28 september 1973 «onderlinge duels» |         |       |                 |  |

### Groep B
| Team     | Gsp | W | G | V | DV | DT | DS | Pnt |
| -------- | --- | - | - | - | -- | -- | -- | --- |
| Tanzania | 2   | 2 | 0 | 0 | 3  | 1  | +2 | 4   |
| Kenia    | 2   | 1 | 0 | 1 | 3  | 2  | +1 | 2   |
| Zanzibar | 2   | 0 | 0 | 2 | 0  | 3  | –3 | 0   |

|                   |       |       |          |  |
| 23 september 1973 | Kenia | 2 – 0 | Zanzibar |  |
| 23 september 1973 |       |       |          |  |

|                   |          |       |          |  |
| 25 september 1973 | Tanzania | 1 – 0 | Zanzibar |  |
| 25 september 1973 |          |       |          |  |

|                                      |          |       |       |  |
| 27 september 1973 «onderlinge duels» | Tanzania | 2 – 1 | Kenia |  |
| 27 september 1973 «onderlinge duels» |          |       |       |  |

## Finale
|                                      |         |       |          |  |
| 29 september 1973 «onderlinge duels» | Oeganda | 2 – 1 | Tanzania |  |
| 29 september 1973 «onderlinge duels» |         |       |          |  |

| Winnaar CECAFA Cup 1973 |
| ----------------------- |
|                         |
| Oeganda 1e titel        |